# Джули Бъксбаум
Джули Бъксбаум (на английски: Julie Buxbaum) е американска адвокатка и писателка на произведения в жанра любовен роман.

## Биография и творчество
Джули Бъксбаум е родена през 1977 г. в Ню Йорк, САЩ. Има брат. Майка ѝ умира когато тя е 16-годишна.
Получава бакалавърската степен от Пенсилванския университет. Следва право в юридическия факултет на Харвардския университет. След дипломирането си работи като адвокат. Заедно с работата си започва да пише, предимно романи за младежи.
Първият ѝ роман „The Opposite of Love“ (Обратното на любовта) е издаден през 2008 г. Романът става бестселър в списъка на „Ню Йорк Таймс“ и я прави известна. Романът е приет за екранизиране.
Романът ѝ „Кажи ми три неща“ е издаден през 2016 г. Историята е за 16-годишна девойка, която, въпреки че все още скърби за смъртта на майка си, се озовава в нова къща, в ново училище, в нов град, с нова мащеха, но без приятели – докато не пристига имейл от анонимен съученик, който ѝ помага да се ориентира в коварните социални води на училището.
Произведенията ѝ са преведени на 25 езика по света.
Джули Бъксбаум живее със семейството си в Лос Анджелис и Флорида.

## Произведения

### Самостоятелни романи
- The Opposite of Love (2008)
- After You (2009)
- Don't Stop Now (2011)
- Tell Me Three Things (2016)
Кажи ми три неща, изд.: „Егмонт България“, София (2016), прев. Елка Виденова
- What to Say Next (2017)
Какво да кажа в отговор, изд.: „Егмонт България“, София (2017), прев. Вера Чубар
- Hope and Other Punchlines (2019)
Надежда и други неочаквани обрати, изд.: „Егмонт България“, София (2019), прев. Цветелина Тенекеджиева
- Admission (2020)